# Ectinothorax
Ectinothorax es un  género de coleópteros adéfagos de la familia Carabidae.

## Especies
Comprende las siguientes especies:
- Ectinothorax assimilis Fairmaire, 1903
- Ectinothorax feronoides Alluaud, 1941
- Ectinothorax longicollis Jeannel, 1948
- Ectinothorax mathiauxi Jeannel, 1948
- Ectinothorax sulcator Fairmaire, 1903